# 股票指數期貨
股票指數期貨，簡稱股指期货或期指，是以股价指数作为标的物的期货品种。交易与普通的商品期货交易一样，具备相同的特征，属于金融衍生品的一种。

## 股指期货的主要功能作用
1. 价格发现功能。由于股指期货具备了良好的流动性，市场上如果有訊息可以很快的反映到期货市场上，并能够快速传递到现货市场上去。因此相对于现货市场来说，股指期货具有价格发现功能。
2. 规避风险功能。期货的风险转移是通过套期保值来实现的，股指期货的引入为市场对冲风险提供了良好的工具。例如：投资者持有沪深300权重股票，但是担心未来价格下跌，投资者就可以在期货市场上卖出股指期货合约来对冲现货市场价格下跌的风险。

## 股指期货与普通商品期货的比较
首先说明的一点是股指期货是用「现金」交割，这是与普通商品期货最大的区别。
期货标的物不同：股指期货的标的物是一种无形资产，是一种指数，属于虚拟的；而商品期货标的物是实实在在的资产，具有实物形态。
期货持有成本不同：股指期货持有成本主要包含了融资成本；而商品期货的持有成本不仅包含融资成本，还包含了储存成本和运输成本。

## 融资融券与股指期货的比较
融资融券在国外又名抛空机制，指的是投资者可以通过股票经纪人从他人手中借入此股票在市场抛售，待以后股价下跌后再买回并归还，借以赚取差价。融资融券是以单个股票作为标的的股指期货；而股指期货的标的物是市场重要权重股的价格指数，属于综合性质的期货，对于市场具有代表性。

## 股指期货交易的基本制度
同其它商品期货相同，股指期货交易的主要交易制度包括：保证金制度（期货市场最基本的制度）、每日无负债结算制度、价格限制制度、持仓限制制度、强行平仓制度、大户报告制度以及结算担保金制度。这些制度的主要目的是防范操纵期货市场及降低投资者风险。

## 股指期货交易基本流程
股指期货交易流程同商品期货一样，主要包含以下四方面步骤：开户、交易、结算和交割。

## 世界主要股指期货品种
- 道琼斯工业平均指数
- 标准普尔500指数
- 道琼斯Sotxx50指数
- 日经平均指数
- 恒生指数
- 伦敦金融时报100指数

## 中国大陆股指期货现状
目前中国大陆的股指期货以沪深300股指为标的物。
中国金融期货交易所是中国大陆第一家金融衍生品交易所，也是股指期货的唯一指定交易场所。中金所的一号会员为国泰君安期货有限公司。
在沪深300股指期货仿真合约已运行了三年多后，中国金融期货交易所于2010年2月22日9时起，正式开始受理沪深300股指期货开户。
2010年4月16日，沪深300股指期货合约正式上市，上市首日，大部分合约冲高回落，之后的一个交易日， 股指及期货合约均大跌。